# Oberschleißheim
Oberschleißheim is een plaats in de Duitse deelstaat Beieren, en maakt deel uit van het Landkreis München.
Oberschleißheim telt 11.900 inwoners.

## Plaatsen in de gemeente Oberschleißheim
- Badersfeld
- Hochmutting
- Kreuzstraße
- Lustheim
- Mallertshofen
- Mittenheim
- Neuherberg
- Oberschleißheim

Aschheim ·
Aying ·
Baierbrunn ·
Brunnthal ·
Feldkirchen ·
Garching bei München ·
Gräfelfing ·
Grasbrunn ·
Grünwald ·
Haar ·
Hohenbrunn ·
Höhenkirchen-Siegertsbrunn ·
Ismaning ·
Kirchheim bei München ·
Neubiberg ·
Neuried ·
Oberhaching ·
Oberschleißheim ·
Ottobrunn ·
Planegg ·
Pullach im Isartal ·
Putzbrunn ·
Sauerlach ·
Schäftlarn ·
Straßlach-Dingharting ·
Taufkirchen ·
Unterföhring ·
Unterhaching ·
Unterschleißheim